# Hyun Jung-hwa
Hyun Jung-hwa (kor. 현정화; ur. 6 października 1969) – południowokoreańska tenisistka stołowa, trzykrotna medalistka olimpijska, wielokrotna medalistka mistrzostw świata.
Trzy razy zdobywała medale igrzysk olimpijskich. W Seulu podczas Letnich Igrzysk Olimpijskich 1988 w parze z Yang Young-ja została złotą medalistką, natomiast cztery lata później podczas Letnich Igrzysk Olimpijskich 1992 w Barcelonie dwukrotnie (w grze pojedynczej i podwójnej) zdobyła brązowy medal.
Jest 9-krotną medalistką mistrzostw świata, w tym cztery razy zdobywała złoto – po jednym razie w grze pojedynczej, podwójnej (z Yang Young-ja), mieszanej (z Yoo Nam-kyu) i drużynowo.